# باشگاه فوتبال پیزا
باشگاه فوتبال پیزا (ایتالیایی: A.C. Pisa 1909) یک باشگاه فوتبال حرفه‌ای است که در شهر پیزا پایه‌گذاری شده‌است.